# .30-03春田步槍彈
 .30-03春田步槍彈，因其使用45格令（2.9公克；0.1盎司）的裝藥，所以在初期時又稱為.30-45步槍彈，由美國於西元1903年所設計，計畫用於M1903春田步槍上，並取代.30-40克拉格步槍子彈，最後使用代表研發年份的.30-03為正式名稱。 使用220格令 （14克；0.49盎司）軟頭型子彈，僅服役三年即被使用具有更好彈道表現的尖彈頭.30-06春田步槍彈所取代。

## 最初設計
.30-03步槍彈，用於取代美軍所採用的第一種栓式和無煙火藥的步槍－克拉格·喬根森步槍－所使用的.30-40克拉格步槍彈。克拉格·喬根森步槍與當時歐洲大量使用的毛瑟步槍相比，該槍限制相當的多，比如只能一次裝填一發子彈，沒辦法像毛瑟步槍一樣使用彈夾條裝彈、使用的單鎖耳設計比起毛瑟步槍的雙鎖耳設計耐用度較低，且降低了子彈威力。為與毛瑟步槍匹敵，一種以毛瑟步槍為指引的新式步槍被設計出來，而.30-03步槍彈則使用在該型步槍上。.30-03步槍彈使用45格令（2.9克）的無煙火藥作為底火，比.30-40多出五格令（0.3克），彈頭重220格令（14克），採用圓彈頭設計，並具有更高的子彈速度（每秒700公尺；每秒2300英尺），而.30-40克拉格只有每秒610公尺（每秒2000英尺）。.30-03子彈使用無緣式設計，因此能夠經由盒型彈匣來裝填。 另外，溫徹斯特1895也可以使用.30-03步槍彈，但比起能使用1908年的.30-06春田步槍彈版本，使用.30-03步槍彈的版本銷售狀況不佳。 1903年，英國維克斯公司生產並售給美國陸軍的馬克沁M1904機槍，則是配合美國陸軍更改了槍枝設計，改用.30-06步槍彈，先前使用.30-03步槍彈的同型機槍也改為使用.30-06步槍彈。
1903年，美國陸軍將M1900格林機槍轉為使用.30-03步槍彈，型號改為M1903，而M1903'06則代表使用.30-06子彈的M1900機槍。這次的改造由春田兵工廠進行，此後，所有的格林機槍在1911年全部自美國陸軍退役，結束長達45年的服役歷史。

## 問題
.30-03步槍彈在研發初期就出現問題，為了將重達14克的彈頭射出，發射時的高膛壓和高溫會嚴重侵蝕步槍槍管，.30-03步槍彈的彈道也十分不理想，具有一個彎曲而不是筆直的彈道（詳見外彈道），因此.30-03子彈不適合使用在長距離射擊。它的重量也是不合時宜的，因為在二十世紀初期，大多數國家開始改用7或8毫米長、重約150格令（9.7克），並帶有尖彈頭的子彈，以獲得更高的子彈速度。而這種子彈能夠降低阻力並擁有更平穩的彈道。後來，.30-03步槍彈的殼頸長度縮短了0.046英寸（1.2），重新配置了子彈裝藥，並改用重約150格令（9.7克）的尖彈頭，修改過後的.30-03步槍彈即為.30-06春田步槍彈。
雖然新式的.30-06春田步槍彈比.30-03春田步槍彈更短，也可以發射於M1903春田步槍，但是它的準確率卻令人擔憂。春田兵工廠為此將所有的M1903步槍招回，並加裝了新的照門，和適用於.30-06步槍彈的槍管和彈倉，另外，新的槍管可以使用佩德森供彈裝置。.30-03子彈在它短暫的生產期間中只有約75,000顆子彈出廠，極少數初期型的M1903春田步槍沒有轉換成使用.30-06子彈（約50到100枝），現今使用.30-03子彈的春田步槍和.30-03子彈都是槍枝收藏家十分罕見的珍品。.270溫徹斯特子彈 以及.280雷明頓子彈皆是以.30-03子彈為基礎，將.30-03子彈的長度縮減而來。

## 延伸閱讀
- 步槍子彈列表
- 7毫米子彈（英语：7 mm caliber）

## 引文
1. ↑  .   [2018-10-07]. （原始内容存档于2017-11-01）.
2. ↑  Cartridges of the World (11th Edition), Frank C. Barnes, Edited by Stan Skinner, Gun Digest Books, 2006, ISBN 0-89689-297-20-89689-297-2 pp.130,164
3. ↑  30.06 Reload Information at Reloading Bench （页面存档备份，存于） with some information on original .30-03 ballistics and the .30-40 Krag it replaced [自述来源]
4. ↑  Sharpe, Philip B.  3rd. New York: Funk & Wagnalls. 1953: 374.
5. ↑  Canfield, Bruce N. . American Rifleman (National Rifle Association). 2006, 154 (September): 59–61, 91–92&94.
6. ↑  Paul Wahl and Don Toppel, The Gatling Gun, Arco Publishing, 1971, p. 155.